# 실연
실연(失戀)은 사랑하는 상대에 대한 마음에 대해 성취하지 못한 상태를 말한다. 또한 연애가 어떠한 형태로 종지부를 찍은 것도 뜻한다. 그 모양은 다양하지만 많은 사람들은 깊은 슬픔과 충격에 빠진다. 기본적으로 사별은 실연에 포함하지 않는다.